# División de Honor Juvenil de España 2009-10
La temporada 2009-10 fue la 24.ª edición de la División de Honor Juvenil de España, la cual corresponde a la máxima categoría de los equipos sub-19 de España. La competencia se inició el 5 de septiembre de 2009 y finalizó su fase regular el 10 de abril de 2010.

## Tabla de Clasificaciones

### Grupo I
| Pos. | Equipo                | Pts. | PJ | G  | E  | P  | GF | GC | Dif. | Clasificación 2009-10                          |
| ---- | --------------------- | ---- | -- | -- | -- | -- | -- | -- | ---- | ---------------------------------------------- |
| 1    | RC Deportivo          | 75   | 30 | 23 | 6  | 1  | 57 | 15 | +42  | Clasificado a Copa de Campeones y Copa del Rey |
| 2    | Real Racing Club      | 63   | 30 | 19 | 6  | 5  | 51 | 25 | +26  | Clasificado a Copa del Rey 2010                |
| 3    | Real Sporting         | 59   | 30 | 18 | 5  | 7  | 61 | 23 | +38  |                                                |
| 4    | Puente Castro FC      | 49   | 30 | 15 | 4  | 11 | 57 | 55 | +2   |                                                |
| 5    | RC Celta              | 47   | 30 | 13 | 8  | 9  | 52 | 38 | +14  |                                                |
| 6    | Racing Club de Ferrol | 41   | 30 | 12 | 5  | 13 | 45 | 53 | −8   |                                                |
| 7    | TSK Roces             | 40   | 30 | 11 | 7  | 12 | 38 | 37 | +1   |                                                |
| 8    | Pontevedra CF         | 39   | 30 | 11 | 6  | 13 | 35 | 43 | −8   |                                                |
| 9    | Montañeros CF         | 38   | 30 | 10 | 8  | 12 | 45 | 56 | −11  |                                                |
| 10   | Club Bansander        | 36   | 30 | 10 | 6  | 14 | 38 | 42 | −4   |                                                |
| 11   | Rápido de Bouzas      | 34   | 30 | 9  | 7  | 14 | 31 | 42 | −11  |                                                |
| 12   | Castro CF             | 33   | 30 | 8  | 9  | 13 | 24 | 41 | −17  |                                                |
| 13   | Pabellón Ourense CF   | 32   | 30 | 8  | 8  | 14 | 29 | 39 | −10  | Descendido a Liga Nacional 2009-10             |
| 14   | Real Oviedo           | 31   | 30 | 6  | 13 | 11 | 31 | 38 | −7   | Descendido a Liga Nacional 2009-10             |
| 15   | CD Lugo               | 26   | 30 | 6  | 8  | 16 | 24 | 43 | −19  | Descendido a Liga Nacional 2009-10             |
| 16   | Astur CF              | 19   | 30 | 3  | 10 | 17 | 22 | 50 | −28  | Descendido a Liga Nacional 2009-10             |

Actualizado a los partidos jugados el Finalizado.
 Fuente: 
Criterios de clasificación: Puntos · Enfrentamientos directos · Diferencia de goles · Goles a favor · Puntos fair-play · Play-off.

### Grupo II
| Pos. | Equipo             | Pts. | PJ | G  | E | P  | GF | GC | Dif. | Clasificación 2009-10                          |
| ---- | ------------------ | ---- | -- | -- | - | -- | -- | -- | ---- | ---------------------------------------------- |
| 1    | Athletic Club      | 78   | 30 | 25 | 3 | 2  | 79 | 23 | +56  | Clasificado a Copa de Campeones y Copa del Rey |
| 2    | Real Sociedad      | 68   | 30 | 22 | 2 | 6  | 66 | 27 | +39  | Clasificado a Copa del Rey 2010                |
| 3    | CA Osasuna         | 56   | 30 | 17 | 5 | 8  | 62 | 37 | +25  |                                                |
| 4    | SD Eibar           | 53   | 30 | 15 | 8 | 7  | 58 | 39 | +19  |                                                |
| 5    | Danok Bat          | 52   | 30 | 16 | 4 | 10 | 50 | 36 | +14  |                                                |
| 6    | UD Logroñés        | 49   | 30 | 14 | 7 | 9  | 53 | 38 | +15  |                                                |
| 7    | UD Montecarlo      | 45   | 30 | 14 | 3 | 13 | 49 | 40 | +9   |                                                |
| 8    | Santutxu FC        | 44   | 30 | 12 | 8 | 10 | 44 | 44 | 0    |                                                |
| 9    | Antiguoko KE       | 39   | 30 | 11 | 6 | 13 | 36 | 44 | −8   |                                                |
| 10   | AD San Juan        | 39   | 30 | 11 | 6 | 13 | 37 | 47 | −10  |                                                |
| 11   | SD Lagunak         | 37   | 30 | 10 | 7 | 13 | 41 | 47 | −6   |                                                |
| 12   | Barakaldo CF       | 35   | 30 | 10 | 5 | 15 | 31 | 40 | −9   |                                                |
| 13   | Indartsu C.        | 24   | 30 | 6  | 6 | 18 | 29 | 63 | −34  | Descendido a Liga Nacional 2009-10             |
| 14   | Peña Balsamaiso CF | 22   | 30 | 6  | 4 | 20 | 30 | 71 | −41  | Descendido a Liga Nacional 2009-10             |
| 15   | Arenas Club        | 21   | 30 | 5  | 6 | 19 | 27 | 50 | −23  | Descendido a Liga Nacional 2009-10             |
| 16   | CF Comillas        | 16   | 30 | 4  | 4 | 22 | 23 | 69 | −46  | Descendido a Liga Nacional 2009-10             |

Actualizado a los partidos jugados el Finalizado.
 Fuente: 
Criterios de clasificación: Puntos · Enfrentamientos directos · Diferencia de goles · Goles a favor · Puntos fair-play · Play-off.

### Grupo III
| Pos. | Equipo                | Pts. | PJ | G  | E | P  | GF | GC | Dif. | Clasificación 2009-10                          |
| ---- | --------------------- | ---- | -- | -- | - | -- | -- | -- | ---- | ---------------------------------------------- |
| 1    | FC Barcelona          | 71   | 29 | 23 | 2 | 4  | 78 | 26 | +52  | Clasificado a Copa de Campeones y Copa del Rey |
| 2    | RCD Espanyol          | 70   | 30 | 22 | 4 | 4  | 86 | 28 | +58  | Clasificado a Copa del Rey 2010                |
| 3    | UD Cornellà           | 66   | 30 | 20 | 6 | 4  | 50 | 18 | +32  | Clasificado a Copa del Rey 2010                |
| 4    | Real Zaragoza         | 51   | 29 | 14 | 9 | 6  | 62 | 29 | +33  |                                                |
| 5    | RCD Mallorca          | 49   | 30 | 14 | 7 | 9  | 43 | 32 | +11  |                                                |
| 6    | Girona FC             | 47   | 30 | 15 | 2 | 13 | 44 | 43 | +1   |                                                |
| 7    | UDA Gramenet Milan    | 44   | 30 | 13 | 5 | 12 | 41 | 43 | −2   |                                                |
| 8    | CD San Francisco      | 40   | 29 | 11 | 7 | 11 | 30 | 30 | 0    |                                                |
| 9    | CF Damm               | 37   | 30 | 10 | 7 | 13 | 43 | 43 | 0    |                                                |
| 10   | CE L´Hospitalet       | 36   | 30 | 10 | 6 | 14 | 45 | 52 | −7   |                                                |
| 11   | UD Poblense           | 33   | 30 | 10 | 3 | 17 | 31 | 65 | −34  |                                                |
| 12   | UE Lleida             | 33   | 30 | 8  | 9 | 13 | 33 | 44 | −11  |                                                |
| 13   | AD Stadium Casablanca | 28   | 30 | 7  | 7 | 16 | 29 | 45 | −16  | Descendido a Liga Nacional 2009-10             |
| 14   | Terrassa FC           | 27   | 29 | 7  | 6 | 16 | 34 | 55 | −21  | Descendido a Liga Nacional 2009-10             |
| 15   | Penya Ciutadella Esp. | 21   | 30 | 5  | 6 | 19 | 33 | 77 | −44  | Descendido a Liga Nacional 2009-10             |
| 16   | CD Ferriolense        | 17   | 30 | 5  | 2 | 23 | 23 | 75 | −52  | Descendido a Liga Nacional 2009-10             |

Actualizado a los partidos jugados el Finalizado.
 Fuente: 
Criterios de clasificación: Puntos · Enfrentamientos directos · Diferencia de goles · Goles a favor · Puntos fair-play · Play-off.

### Grupo IV
| Pos. | Equipo                 | Pts. | PJ | G  | E | P  | GF | GC | Dif. | Clasificación 2009-10                          |
| ---- | ---------------------- | ---- | -- | -- | - | -- | -- | -- | ---- | ---------------------------------------------- |
| 1    | Real Betis Balompié    | 62   | 30 | 18 | 8 | 4  | 61 | 30 | +31  | Clasificado a Copa de Campeones y Copa del Rey |
| 2    | UD Almería             | 60   | 30 | 19 | 3 | 8  | 62 | 37 | +25  | Clasificado a Copa del Rey 2010                |
| 3    | Sevilla FC             | 60   | 30 | 18 | 6 | 6  | 71 | 29 | +42  |                                                |
| 4    | Málaga CF              | 57   | 30 | 16 | 9 | 5  | 59 | 33 | +26  |                                                |
| 5    | Córdoba CF             | 55   | 30 | 16 | 7 | 7  | 49 | 22 | +27  |                                                |
| 6    | Real Jaén CF           | 48   | 30 | 15 | 3 | 12 | 53 | 44 | +9   |                                                |
| 7    | Cádiz CF               | 44   | 30 | 12 | 8 | 10 | 51 | 42 | +9   |                                                |
| 8    | Xerez CD               | 41   | 30 | 11 | 8 | 11 | 47 | 49 | −2   |                                                |
| 9    | CD Puerto Malagueño GI | 35   | 30 | 9  | 8 | 13 | 54 | 65 | −11  |                                                |
| 10   | CG Goyu-Ryu            | 35   | 30 | 10 | 5 | 15 | 33 | 62 | −29  |                                                |
| 11   | RC Recreativo Huelva   | 33   | 30 | 9  | 6 | 15 | 52 | 68 | −16  |                                                |
| 12   | CP Ejido               | 32   | 30 | 8  | 8 | 14 | 44 | 62 | −18  |                                                |
| 13   | Seneca CF              | 32   | 30 | 8  | 8 | 14 | 29 | 46 | −17  | Descendido a Liga Nacional 2009-10             |
| 14   | CDAD Nervión           | 25   | 30 | 7  | 4 | 19 | 43 | 63 | −20  | Descendido a Liga Nacional 2009-10             |
| 15   | Ecija Balompié         | 25   | 30 | 6  | 7 | 17 | 31 | 56 | −25  | Descendido a Liga Nacional 2009-10             |
| 16   | CDCC Atlético Unión    | 24   | 30 | 6  | 6 | 18 | 35 | 66 | −31  | Descendido a Liga Nacional 2009-10             |

Actualizado a los partidos jugados el Finalizado.
 Fuente: 
Criterios de clasificación: Puntos · Enfrentamientos directos · Diferencia de goles · Goles a favor · Puntos fair-play · Play-off.

### Grupo V
| Pos. | Equipo                  | Pts. | PJ | G  | E | P  | GF | GC | Dif. | Clasificación 2009-10                          |
| ---- | ----------------------- | ---- | -- | -- | - | -- | -- | -- | ---- | ---------------------------------------------- |
| 1    | Real Madrid CF          | 69   | 30 | 21 | 6 | 3  | 80 | 25 | +55  | Clasificado a Copa de Campeones y Copa del Rey |
| 2    | Club Atlético de Madrid | 68   | 30 | 21 | 5 | 4  | 61 | 25 | +36  | Clasificado a Copa del Rey 2010                |
| 3    | Real Valladolid CF      | 67   | 30 | 21 | 4 | 5  | 63 | 28 | +35  | Clasificado a Copa del Rey 2010                |
| 4    | Rayo Vallecano          | 63   | 30 | 18 | 9 | 3  | 57 | 26 | +31  |                                                |
| 5    | Getafe CF               | 44   | 30 | 12 | 8 | 10 | 42 | 34 | +8   |                                                |
| 6    | Atlético Madrileño CF   | 43   | 30 | 13 | 4 | 13 | 48 | 49 | −1   |                                                |
| 7    | CD Leganés              | 41   | 30 | 12 | 5 | 13 | 54 | 52 | +2   |                                                |
| 8    | UD Salamanca            | 38   | 30 | 10 | 8 | 12 | 47 | 55 | −8   |                                                |
| 9    | CF Rayo Majadahonda     | 38   | 30 | 11 | 5 | 14 | 40 | 40 | 0    |                                                |
| 10   | AD Unión Adarve         | 38   | 30 | 11 | 5 | 14 | 26 | 32 | −6   |                                                |
| 11   | Burgos Promesas 2000    | 34   | 30 | 10 | 4 | 16 | 38 | 55 | −17  |                                                |
| 12   | CP Cacereño             | 32   | 30 | 8  | 8 | 14 | 41 | 59 | −18  |                                                |
| 13   | UD Talavera             | 31   | 30 | 9  | 4 | 17 | 41 | 60 | −19  | Descendido a Liga Nacional 2009-10             |
| 14   | RSD Alcalá              | 23   | 30 | 6  | 5 | 19 | 40 | 59 | −19  | Descendido a Liga Nacional 2009-10             |
| 15   | AD Alcobendas           | 23   | 30 | 5  | 8 | 17 | 24 | 52 | −28  | Descendido a Liga Nacional 2009-10             |
| 16   | At. San José Promesas   | 22   | 30 | 6  | 4 | 20 | 25 | 76 | −51  | Descendido a Liga Nacional 2009-10             |

Actualizado a los partidos jugados el Finalizado.
 Fuente: 
Criterios de clasificación: Puntos · Enfrentamientos directos · Diferencia de goles · Goles a favor · Puntos fair-play · Play-off.

### Grupo VI
| Pos. | Equipo                   | Pts. | PJ | G  | E  | P  | GF  | GC | Dif. | Clasificación 2009-10                          |
| ---- | ------------------------ | ---- | -- | -- | -- | -- | --- | -- | ---- | ---------------------------------------------- |
| 1    | UD Las Palmas            | 74   | 30 | 23 | 5  | 2  | 111 | 33 | +78  | Clasificado a Copa de Campeones y Copa del Rey |
| 2    | CD Tenerife              | 67   | 30 | 21 | 4  | 5  | 78  | 31 | +47  | Clasificado a Copa del Rey 2010                |
| 3    | AD Huracán               | 54   | 30 | 16 | 6  | 8  | 59  | 44 | +15  |                                                |
| 4    | CD Laguna                | 52   | 30 | 15 | 7  | 8  | 54  | 25 | +29  |                                                |
| 5    | CD Vallinamar            | 44   | 30 | 14 | 2  | 14 | 54  | 69 | −15  |                                                |
| 6    | CD Sobradillo            | 43   | 30 | 11 | 10 | 9  | 62  | 49 | +13  |                                                |
| 7    | CD Puerto Cruz           | 41   | 30 | 11 | 8  | 11 | 44  | 62 | −18  |                                                |
| 8    | UD Vecindario            | 39   | 30 | 10 | 9  | 11 | 52  | 50 | +2   |                                                |
| 9    | UD Atalaya               | 35   | 30 | 9  | 8  | 13 | 37  | 60 | −23  |                                                |
| 10   | Universidad LPGCF        | 35   | 30 | 9  | 8  | 13 | 50  | 46 | +4   |                                                |
| 11   | Real Unión de Tenerife   | 34   | 30 | 8  | 10 | 12 | 42  | 50 | −8   |                                                |
| 12   | CD Teguise               | 30   | 30 | 8  | 6  | 16 | 33  | 57 | −24  |                                                |
| 13   | Puertos de Las Palmas EF | 30   | 30 | 8  | 6  | 16 | 30  | 51 | −21  | Descendido a Liga Nacional 2009-10             |
| 14   | UD Icodense              | 29   | 30 | 8  | 5  | 17 | 35  | 69 | −34  | Descendido a Liga Nacional 2009-10             |
| 15   | CD San Diego             | 28   | 30 | 5  | 13 | 12 | 53  | 76 | −23  | Descendido a Liga Nacional 2009-10             |
| 16   | CF Unión Viera           | 26   | 30 | 5  | 11 | 14 | 30  | 52 | −22  | Descendido a Liga Nacional 2009-10             |

Actualizado a los partidos jugados el Finalizado.
 Fuente: 
Criterios de clasificación: Puntos · Enfrentamientos directos · Diferencia de goles · Goles a favor · Puntos fair-play · Play-off.

### Grupo VII
| Pos. | Equipo                  | Pts. | PJ | G  | E  | P  | GF | GC | Dif. | Clasificación 2009-10                          |
| ---- | ----------------------- | ---- | -- | -- | -- | -- | -- | -- | ---- | ---------------------------------------------- |
| 1    | Valencia CF             | 70   | 30 | 22 | 4  | 4  | 76 | 24 | +52  | Clasificado a Copa de Campeones y Copa del Rey |
| 2    | Gimnàstic Tarragona     | 58   | 30 | 18 | 4  | 8  | 54 | 29 | +25  | Clasificado a Copa del Rey 2010                |
| 3    | Villarreal CF           | 55   | 30 | 16 | 7  | 7  | 63 | 36 | +27  |                                                |
| 4    | CD Castellón            | 53   | 30 | 15 | 8  | 7  | 48 | 31 | +17  |                                                |
| 5    | Hercules CF             | 50   | 30 | 14 | 8  | 8  | 44 | 35 | +9   |                                                |
| 6    | Real Murcia CF          | 45   | 30 | 12 | 9  | 9  | 37 | 32 | +5   |                                                |
| 7    | Torre Levante OCF       | 42   | 30 | 11 | 9  | 10 | 40 | 46 | −6   |                                                |
| 8    | Levante UD              | 42   | 30 | 12 | 6  | 12 | 39 | 38 | +1   |                                                |
| 9    | Torrellano Illice EPECF | 38   | 30 | 10 | 8  | 12 | 42 | 34 | +8   |                                                |
| 10   | Albacete Balompié       | 38   | 30 | 9  | 11 | 10 | 46 | 51 | −5   |                                                |
| 11   | Elche CF                | 37   | 30 | 10 | 7  | 13 | 44 | 57 | −13  |                                                |
| 12   | Alicante CF             | 35   | 30 | 8  | 11 | 11 | 30 | 39 | −9   |                                                |
| 13   | Costa Cálida CF         | 31   | 30 | 8  | 7  | 15 | 40 | 57 | −17  | Descendido a Liga Nacional 2009-10             |
| 14   | UB Conquense            | 30   | 30 | 8  | 6  | 16 | 28 | 52 | −24  | Descendido a Liga Nacional 2009-10             |
| 15   | At. Cabezo de Torres    | 23   | 30 | 7  | 2  | 21 | 37 | 58 | −21  | Descendido a Liga Nacional 2009-10             |
| 16   | UD Cuart de Poblet      | 16   | 30 | 3  | 7  | 20 | 20 | 69 | −49  | Descendido a Liga Nacional 2009-10             |

Actualizado a los partidos jugados el Finalizado.
 Fuente: 
Criterios de clasificación: Puntos · Enfrentamientos directos · Diferencia de goles · Goles a favor · Puntos fair-play · Play-off.